# Classe Tennessee (croiseur)
Pour les autres classes de navires du même nom, voir Classe Tennessee.
La classe Tennessee fut une classe de croiseurs cuirassés construite pour la marine américaine au début du XXe siècle.
Les quatre croiseurs de cette classe avec les six de la classe Pennsylvania furent dénommés les Big Ten.

## Les unités de la classe
| Nom                                                         | Lancement        | Service effectif | Chantier naval                                                                     | Fin de carrière                                                  | Photo |
| ----------------------------------------------------------- | ---------------- | ---------------- | ---------------------------------------------------------------------------------- | ---------------------------------------------------------------- | ----- |
| USS Tennessee (ACR-10) renommé USS Memphis (CA-10)          | 3 décembre 1904  | 17 juillet 1907  | William Cramp and Sons Philadelphie États-Unis                                     | échoué le 26 août 1916, vendu pour démolition le 17 janvier 1922 |       |
| USS Washington (ACR-11) renommé USS Seattle (CA-11) (IX-39) | 18 mars 1905     | 7 août 1906      | New York Shipbuilding Camden (New Jersey) États-Unis                               | vendu pour démolition le 3 décembre 1946                         |       |
| USS North Carolina (ACR-12) renommé USS Charlotte (CA-12)   | 6 octobre 1906   | 7 mai 1908       | Chantier naval Northrop Grumman de Newport News Newport News (Virginie) États-Unis | vendu pour démolition le 29 septembre 1930                       |       |
| USS Montana (ACR-13) renommé USS Missoula (CA-13)           | 15 décembre 1905 | 21 juillet 1908  | Chantier naval Northrop Grumman de Newport News Newport News (Virginie) États-Unis | vendu le 29 septembre 1930 (détruit en 1935)                     |       |

## Histoire
Le USS Seattle (CA-11) (ex-USS Washington (ACR-11) devient le navire de la Cruiser and Transport Force en 1918.

## Caractéristiques  générales
- Déplacement : 15 967  tonnes (pleine charge)
- Longueur : 153,77 m
- Largeur : 22,20 m
- Tirant d'eau : 7,60 m
- Rayon d'action :
- Propulsion : 2 hélices (16 chaudières Babcok and Wilcox)
- Combustible : 1.930 à 1.975 tonnes de charbon
- Equipage : 887 à 914 hommes
- Blindage :pont = 38 à 100 mm 
ceinture = 76 à 130 mm
cloison = 100 à 200 mm
tourelle = 64 à 230 mm
kiosque = 220 mm